# Dębowa Góra-Kolonia
Dębowa Góra-Kolonia [pronunciación en polaco: /dɛmˈbɔva ˈɡura kɔˈlɔɲa/] es un pueblo en el distrito administrativo de Gmina Aleksandrów, dentro del condado de Piotrków, voivodato de Łódź, en el centro de Polonia. Se encuentra aproximadamente 5 kilómetros al noroeste de Aleksandrów, 23 kilómetros al sureste de Piotrków Trybunalski, y 64 kilómetros al sureste de la capital regional, Łódź. 